# Judith Wood
Judith Wood, pseudonimo di Helen Johnson (New York City, 1º agosto 1906 – Los Angeles, 6 aprile 2002), è stata un'attrice statunitense.

## Biografia
Figlia di Merle De Vore Johnson (1874-1935), vignettista, illustratore e bibliofilo, Helen Johnson si trasferì nel 1929 da New York a Hollywood per intraprendere la carriera di attrice. Il suo esordio avvenne con il film Cercatrici d'oro, cui seguì La divorziata (1930), con Norma Shearer, vincitrice del premio Oscar per la migliore interpretazione. Utilizzò ancora il suo vero nome recitando nel 1931 nel film It Pays to Advertise, con Carole Lombard, poi assunse lo pseudonimo Judith Wood. In quell'anno fu scelta tra le tredici "WAMPAS Baby Stars", le giovani attrici cui si augurava fama e fortuna, ma la sua carriera declinò rapidamente.
Dal 1932 al 1933 prese parte a due soli film, ma fu impegnata per sette mesi a Broadway nella commedia di grande successo Dinner at Eight, interpretando la parte di Kitty Parker, che però non le fu affidata nella versione cinematografica realizzata nel 1933. Nel 1934 interpretò tre film, tra i quali Distruzione, con Spencer Tracy. Dopo due piccoli ruoli in Riffraff (1936) e in Rhythm Racketeer (1937), ebbe ancora tre anonime apparizioni in Avventura a Bombay (1941), in Peccato (1949) e in Giungla d'asfalto (1950).

## Riconoscimenti
- WAMPAS Baby Star nel 1931

## Filmografia parziale
- Cercatrici d'oro (1929)
- La divorziata (1930)
- Amore bendato (Children of Pleasure), regia di Harry Beaumont (1930)
- The Vice Squad (1931)
- The Divorce Racket (1932)
- Advice to the Lovelorn (1933)
- The Crime Doctor (1934)